# The Fifth Form at St. Dominic's (film)
The Fifth Form at St. Dominic's er en britisk stumfilm fra 1921 af A. E. Coleby.

## Medvirkende
- Sam Austin som Ben Cripps
- Clifford Cobbe som Mr. Rastle
- Percy Field som Horace Wrayford
- Ralph Forbes som Oliver Greenfield
- William Freshman som Loman
- Douglas Phair som Tony Pembury
- Milton Royce som Mr. Jellicot